# Шнеур, Александр Константинович
Алекса́ндр Константи́нович Шне́ур (17 (29) августа 1884, Санкт-Петербург — 16 сентября 1977, Сан-Франциско) — офицер-артиллерист Русской императорской армии, участник Первой мировой и Гражданской войн, полковник (1919), белоэмигрант; в эмиграции — энтомолог, герпетолог.

## Биография
Родился в Санкт-Петербурге, в семье коллежского асессора. Православного вероисповедания. Общее среднее образование получил в Санкт-Петербурге, окончив 8 классов гимназии Гуревича.
Имел двух старших братьев, Владимира и Николая, и двух сестёр. 

### Служба в Русской императорской армии
В конце августа 1904 года вступил в военную службу вольноопределяющимся рядового звания и был зачислен в Михайловское артиллерийское училище (Санкт-Петербург). 30 июня 1906 года, окончив курс наук в училище по 1-му разряду, был произведен из портупей-юнкеров в подпоручики, со старшинством в чине с 22.04.1905, с назначением на службу в 9-ю конно-артиллерийскую батарею 5-го конно-артиллерийского дивизиона 5-й кавалерийской дивизии (г. Вроцлавск Варшавской губернии).
Служил младшим офицером, за выслугу лет в 1909 году был произведен в поручики, затем, в 1913 году, за выслугу лет, — в штабс-капитаны.
7 октября 1913 года, выдержав успешно предварительный и вступительный экзамены, штабс-капитан Шнеур был зачислен в младший класс Николаевской академии Генерального штаба, однако учёбу прервала война.

#### Первая мировая война
Участник Первой мировой войны. В июле 1914 года, в связи началом войны и прекращением учебного процесса в Академии, был отправлен в свою часть. Принимал участие в боевых действиях. 17 октября 1914 года, при селении Даликов Калишской губернии, был ранен и контужен. С апреля 1915 года — делопроизводитель батареи. В 1916 году командирован на учёбу в Киевскую школу лётчиков-наблюдателей, четырёхмесячный курс которой окончил успешно, с удостоением звания «лётчик-наблюдатель».
В мае 1916 года переведен в резерв чинов при штабе Минского военного округа, с зачислением по полевой конной артиллерии, в июне того же года — переведен обратно в 9-ю конно-артиллерийскую батарею.
В конце октября 1916 года, в связи с возобновлением учебного процесса в Академии, был командирован на завершение учёбы. Обучался на 2,5-месячных подготовительных курсах первой очереди военного времени, затем, с 1 февраля по 1 сентября 1917 года, — в старшем классе первой очереди военного времени. За выслугу лет в мае 1917 года произведен в капитаны со старшинством с 22.04.1916.
По окончании учёбы в Академии был причислен к Генеральному штабу и назначен старшим адъютантом штаба 49-го армейского корпуса.

### Гражданская война
Участник «белого» движения на Кавказе. В декабре 1917 года прибыл в Новороссийск, вступил в Добровольческую армию. Был направлен в Баку, где должен был провести переговоры с англичанами о доставке оружия и войти в связь с генералом Николаем Николаевичем Баратовым. Принял должность сначала начальника штаба 1-й армейской бригады в городе Эрзерум, а затем — начальника штаба крепости Эрзерум.
С января 1918 по ноябрь 1919 Александр Шнеур — в составе армянских вооружённых формирований; принимал участие в Сардарапатском сражении, исполнял должность начальника штаба вооружённых сил Республики Армения. С ноября 1919 — в составе Вооружённых Сил Юга России, исполнял должности начальников штабов различных соединений. 9 апреля 1918 был произведен в Генерального штаба подполковники, затем, 10 октября 1919 года, — в Генерального штаба полковники. В 1920 году послан с генералом Халиловым в Батум для связи с Ататюрком. К августу 1920 года — находился в Крыму, в составе Русской армии генерала Врангеля.
В ноябре 1920 года вместе с другими белогвардейцами эвакуировался из Крыма в лагерь Галлиполи (Турция). В 1922 году — преподаватель Офицерской инженерной школы для интернированных военнослужащих-белогвардейцев в Болгарии.

### В эмиграции
В 1923—1924 годах — в эмиграции в Югославии, член Общества офицеров Генерального штаба, затем — в эмиграции во Франции (в Лионе), с 1929 года — в Тунисе (в то время — колония Франции).
В Тунисе работал землемером (геодезистом) в системе французского Географического департамента, выполняя полевые изыскательские работы для Департамента дорог и мостов. В начальный период Второй мировой войны вступил в Тунисе добровольцем в ряды французских вооружённых сил. 20 августа 1943 года, при бомбардировке Бизерты, был ранен осколком.
Жил в Тунисе до получения этой страной независимости, затем, в возрасте 72 лет, эмигрировал в США. 2 июня 1956 года получил статус иммигранта в США. Обосновался в Сан-Франциско, жил по адресу 1830 Divisadero Street. В преклонном возрасте обладал ясностью ума и высокой работоспособностью. Занимался своим любимым делом – коллекционированием и изучением бабочек (чешуекрылых насекомых), был активным членом Общества русских ветеранов Первой мировой войны.

#### Последние годы жизни
В возрасте почти 90 лет, при входе в свой дом, был беспощадно избит грабителем, что потребовало последующей госпитализации. По этой причине последние свои годы вынужден был провести в приюте для престарелых «Laguna Honda Home and Hospital», так как нуждался в постоянном медицинском уходе.
Скончался 16 сентября 1977 года, на 94-м году жизни. Место вечного упокоения Александра Константиновича Шнеура — в колумбарии православного сербского кладбища в Колме, пригород Сан-Франциско, США.

## Научная деятельность
Александр Константинович Шнеур ещё мальчишкой и молодым человеком, путешествуя по Германии и Швейцарии, заинтересовался бабочками. Именно в Тунисе он, наконец, воплотил мечту детства — стал изучать насекомых и змей. За четверть века, прожитых в Северной Африке, Шнеур собрал уникальную коллекцию местных бабочек — более 800 разных видов, некоторые из них он же и описал впервые. Затем большая часть коллекции была передана музею естественной истории в Сан-Франциско.
Базовая коллекция Шнеура по тунисским макролепидоптерам состояла из 806 экземпляров, включая основные типы 11 таксонов (4 Pieridae, 4 Satyridae, 1 Noctuidae, и 2 Lasiocampidae), была передана им в коллекцию бабочек Американского Музея естественной истории. В резюмирующей статье по его изучению бабочек в Тунисе, вышедшей в 1963 году, Шнеур сообщил о 603 видах макролепидоптера в его коллекции, в отличие от только 93 таксонов микролепидоптера. Он утверждал, что низкое число последних объясняется их займом коллегами-специалистами. Эти микролепидоптеры, вероятно, все ещё существуют в различных коллекциях Западной Европы. Шнеур подарил 415 экземпляров бабочек Калифорнийской академии наук, которые были приобретены ею в период между 17 июня 1964 и 20 мая 1969 год, включая по меньшей мере пять североамериканских Satyridae, с одной этикетированной в качестве паратипа Satyrus colombati stellifer Chneour, носящего его имя. Наиболее продолжительное сотрудничество Александра Шнеура в области энтомологии было связано с Энтомологическим обществом Франции, членом которого он стал в 1942 году. Уже будучи в Соединённых Штатах, он вступил в Общество лепидоптерологов (Lepidopterists' Society) и упомянут в списках его членов за 1964 год и 1967 год.
В исследованиях и в публикациях о змеях Туниса Александр Шнеур работал в соавторстве с Николаем Михайловичем Шпаковским. Н. В. Шпаковский, как и А. К. Шнеур, совмещал в себе редкие интересы и качества. В этом отношение оба соавтора были похожими людьми, Николай Михайлович был церковным деятелем и землемером. Он родился в 1903 году в Мелитополе Таврической губернии. В эмиграции в Тунисе работал на государственной службе землемером-топографом и одновременно разводил змей на продажу. В годы эмиграции в Тунисе оба соавтора тесно сотрудничали с основателем Музея естественных наук в тунисском городе Метлауи, другим русским эмигрантом, бывшим моряком, ставшим выдающимся натуралистом — Владимиром Антоновичем Шумовичем (1897—1960).
Для коллег из бывшего СССР научная деятельность Александра Константиновича Шнеура многие годы была неизвестна не только в силу белогвардейского прошлого автора, но и из-за разного написания его немецкой фамилии: Chneour или Schneeur, что неизменно и постоянно вызывало определённую путаницу.

## Сочинения
- В период между 1934 и 1963 годами Александр Шнеур опубликовал много статей по макролепидоптерам Туниса и их зоогеографии. В 1963 году Шнеур опубликовал на французском языке резюме своих работ по бабочкам в Тунисе под заголовком, в переводе на русский язык — «26-летняя работа лепидоптеролога в Тунисе», охватывающая период с 1930 по 1956 годы. В 1934 году Шнеур приступил к серии публикаций по лепидептерофауне Туниса, начав её шестью статьями на немецком языке в немецких журналах под фамилией «Schneeur» (между 1934 и 1937 гг.). Затем вышли 14 статей на французском языке (с 1942 по 1963 гг.) главным образом в журналах Туниса. Он также помог коллеге Суру (Soures) в его изучении вредных бабочек Туниса, что нашло отражение в разделе благодарностей на экземпляре, хранящемся в Калифорнийской Академии наук: «A.M. Chneour, l’Eleve a son Maitre. l’auteur reconnaissant, Soures». Александр Шнеур также активно интересовался герпетофауной Туниса и был соавтором работы «Змеи Туниса Les Serpents de Tunisie».
- Переехав на жительство в США, Александр Шнеур вступил в Общество русских ветеранов Первой мировой войны как действительный член Общества. Здесь, на страницах «Вестника», он много раз делился своими исключительно интересными воспоминаниями, и кроме того — он издал книгу «Армяне. Турецкая война.», в которой рассказал о Сардарапатском сражении.

## Награды
Российской империи:
- Медаль «В память 300-летия царствования дома Романовых» (1913)
- Орден Святого Станислава 3-й степени с мечами и бантом (09.11.1914; утв. ВП от 04.03.1915)
- Орден Святой Анны 3-й степени с мечами и бантом (14.12.1914; утв. ВП от ???)
- Орден Святого Владимира 4-й степени с мечами и бантом (ВП от 19.09.1915)
- Орден Святого Станислава 2-й степени с мечами (утв. ПАФ от 01.05.1917)

## Семья
На 1913—1915 годы Александр Константинович Шнеур — был холост, детей не имел. В эмиграции — был женат.
Жена: Элизабет Шнеур (в девичестве Тирнштейн) (1897 — 1971).

Брат Владимир Константинович Шнеур (ок. 1868/1872 — не ранее 1918), — 
офицер Русской императорской армии. После окончания гимназии вступил в военную службу в 48-й драгунский Украинский полк вольноопределяющимся рядового звания. Был командирован на учёбу в кавалерийское военное училище, из училища выпущен в звании эстандарт-юнкера. Высочайшим Приказом от 01.01.1896 произведен в корнеты, со старшинством с 01.09.1895, с переводом в 20-й драгунский Ольвиопольский полк. Вскоре, в феврале 1896 года, уволился в запас армейской кавалерии (по Петербургскому уезду). В начале Русско-японской войны был мобилизован и зачислен в 51-й драгунский Черниговский полк, отправленный в июне 1904 года из Орла на театр военных действий. По прибытии в Маньчжурию, корнет Шнеур был прикомандирован к 1-му Читинскому полку Забайкальского казачьего войска, участвовал в боях, в том числе в набеге не Инкоу, был награждён тремя боевыми орденами — Св. Анны 4-й степени с надписью «За храбрость» (утв. ВП от 06.01.1905, стр. 8), Св. Станислава 3-й степени с мечами и бантом (утв. ВП от 06.01.1905, стр. 8), Св. Анны 3-й степени с мечами и бантом (утв. ВП от 02.02.1906, стр. 9). По окончании войны и возвращении 51-го драгунского Черниговского полка в Орёл — демобилизован и оставлен в запасе армейской кавалерии в прежнем чине корнета. После увольнения от службы в армии был ответственным редактором и издателем газеты «Военный голос» (издаваемой для офицеров на деньги МВД), несколько лет жил в европейских странах, хорошо владел тремя основными европейскими языками, был знаком с революционерами. Участник Первой мировой войны. Накануне войны вернулся на Родину, был мобилизован и зачислен в 9-й гусарский Киевский полк. В октябре 1915 года, в связи с интенсивным развитием военной авиации и нехваткой подготовленных военных лётчиков, был командирован на учёбу в Гатчинскую офицерскую школу авиации, полный курс которой окончил весной 1916 года успешно, с удостоением звания «военный лётчик». В 1916—1917 годах был прикомандирован (оставаясь в списках 9-го гусарского Киевского полка) к Кавказской военной авиационной школе (г. Тифлис); на период с августа 1916 по январь 1917 года — исполнял должность адъютанта школы. С 15.03.1916 — поручик За годы войны был награждён тремя боевыми орденами: Св. Владимира 4-й степени с мечами и бантом (ВП от 25.12.1915), Св. Станислава 2-й степени с мечами (ВП от 14.08.1916), Св. Анны 2-й степени с мечами (ВП от 30.09.1916). После Февральской революции 1917 года принял активное участие в революционном движении. С июня 1917 года находился в Петрограде. После октябрьского переворота 1917 года вступил в партию большевиков, состоял кандидатом в члены Военного Комиссариата при Совнаркоме. В ноябре 1917 года, на фронте в районе Двинска, в качестве переводчика, был на сепаратных переговорах «красных парламентёров» с германцами о мире. Затем, совместно с прапорщиком Крыленко, в качестве начальника штаба его красногвардейских отрядов, принимал участие в захвате Ставки Верховного главнокомандующего, — при этом новым большевистским верховным командованием был произведен в полковники. Однако в декабре 1917 года большевики опознали его как бывшего провокатора и агента царской охранки, действовавшего в 1910 году, арестовали, отдали под суд и в 1918 году приговорили к одиночному заключению на долгий срок (считал себя невиновным, — отрицал свою причастность к провокационной деятельности и к службе в полиции). В дальнейшем, по одной из версий, Владимир Шнеур был сослан на Соловки и там скончался.

Брат Николай Константинович Шнеур (1876 — 1936), — 
офицер Русской императорской армии. В военную службу вступил вольноопределяющимся рядового звания в 21-ю конно-артиллерийскую батарею 13-й кавалерийской дивизии (г. Варшава) и, после прохождения курса наук в военном училище, 10 марта 1900 года был произведен из подпрапорщиков в подпоручики, со старшинством с 10.03.1899 и с переводом в 23-ю конно-артиллерийскую батарею 14-й кавалерийской дивизии (г. Кельцы; 21-я и 23-я батареи входили в состав 12-го конно-артиллерийского дивизиона, переименованного в мае 1910 года в 14-й конно-артиллерийский дивизион). Участник Русско-японской войны в чине поручика. Был (как и брат Владимир Шнеур) прикомандирован к 1-му Читинскому полку Забайкальского казачьего войска. Награждён орденами: Св. Анны 4-й степени с надписью «За храбрость» (утв. ВП от 06.10.1904), Св. Станислава 3-й степени с мечами и бантом (утв. ВП от 12.11.1904), Св. Владимира 4-й степени с мечами и бантом (утв. ВП от 02.02.1906, стр. 5), Св. Станислава 2-й степени с мечами (утв. ВП от 02.02.1906, стр. 10). В сентябре 1907 года произведен в штабс-капитаны (ВП от 11.09.1907), в 1909 году — зачислен в запас конной артиллерии. Участник Первой мировой войны, — в начале войны призван на службу в действующую армию, служил при штабе Северо-Западного фронта, с конца 1915 года состоял при штабе Двинского военного округа, затем — при штабе 31-го армейского корпуса. В декабре 1915 года, за отлично-усердную службу и труды, понесённые во время военных действий, был удостоен Высочайшего благоволения Государя Императора (ВП от 10.12.1915). В августе 1916 года — произведен в капитаны (ВП от 09.08.1916). В годы Гражданской войны служил в войсках «белых» армий на востоке страны (в армии адмирала Колчака), был в комиссии по делам военного снабжения. После войны — в эмиграции в Японии. Умер 15 марта 1936 года в Иокогаме.
Сестра Наталья Константиновна Шнеур (? — ?), — жена полковника, барона Платона Владимировича Врангеля, — белоэмигрантка в Югославии.
Дядя Николай Яковлевич Шнеур (1848 — 1894), — офицер Русской императорской армии, Генерального штаба полковник (1882). Лютеранского вероисповедания. Участник Русско-турецкой войны 1877–1878 годов, Георгиевский кавалер (1878), офицер французского ордена Почётного легиона (1886), начальник штабов дивизий (1888—1890), командир 100-го пехотного Островского полка (26.07.1893).

Двоюродный брат Георгий Николаевич Шнеур (ок. 1880/1882 — не ранее 1917), — 
офицер Русской императорской армии. В 1904 году окончил Павловское военное училище, был выпущен подпоручиком в 124-й пехотный Воронежский полк. Участник Русско-японской войны в составе своего полка; был в сражениях, награждён орденами: Св. Станислава 3-й степени с мечами и бантом (утв. ВП от 16.04.1906, стр. 13), Св. Анны 3-й степени с мечами и бантом (утв. ВП от 16.04.1906, стр. 6),  Св. Станислава 2-й степени с мечами (утв. ВП от 16.04.1906, стр. 10). В мае 1908 года зачислен в запас армейской пехоты в чине поручика (ВП от 27.05.1908). Участник Первой мировой войны, — в начале войны призван на службу в 82-й пехотный Дагестанский полк; участвовал в боях, в сентябре 1914 года был ранен. После госпиталя, с 1915 года, находился в прикомандировании к Эскадре воздушных кораблей, летал на тяжёлых бомбардировщиках «Илья Муромец»; на март-апрель 1916 года — артиллерийский офицер экипажа «ИМ-№10» поручика Констенчика. 15.09.1917 был произведен в штабс-капитаны. Награждён орденами: Св. Анны 2-й степени с мечами (ВП от 19.02.1915), Св. Владимира 4-й степени с мечами и бантом (Приказ Главкома Северного фронта от 30.07.1917).
Родственник–однофамилец (двоюродный брат?) Шнеур (ок. 1878/1880 — 1901), — эстандарт-юнкер 2-го драгунского Санкт-Петербургского полка, произведенный 14 марта 1901 года в корнеты, с переводом в 54-й драгунский Новомиргородский полк, и исключённый из списков по кавалерии 19 мая 1901 года в связи со смертью.